# Diogo Feio

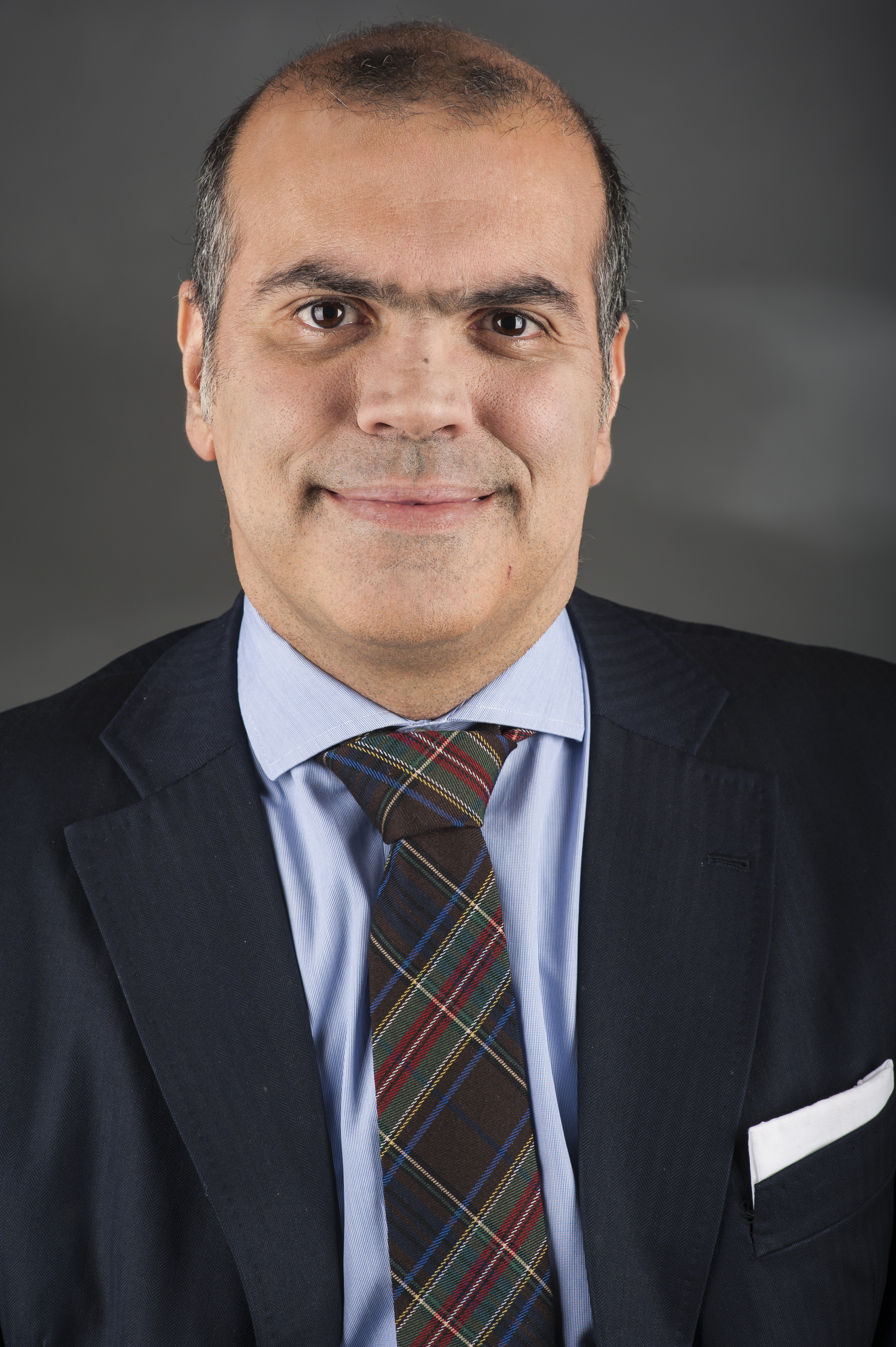
Diogo Feio 2014

Diogo Feio (* 6. Oktober 1970 in Porto) ist ein portugiesischer Politiker der CDS-PP.
Feio erlangte den Hochschulabschluss in Rechtswissenschaften an der Katholischen Universität Portugal und ein Aufbaustudium in Wirtschafts- und Rechtswissenschaften an der Universität Coimbra. Von 1995 an war er als Rechtsanwalt sowie als Assistent an der Rechtswissenschaftlichen Fakultät der Universität Porto tätig.
Bei der CDS-PP gehörte Feio dem nationalen politischen Ausschuss an, war Vorsitzender des nationalen Schlichtungsrates, gehörte dem nationalen Rat und dem Exekutivausschuss an. Seit 2009 ist er stellvertretender Vorsitzender des nationalen politischen Ausschusses und stellvertretender Vorsitzender des Exekutivausschusses.
Feio war von 1997 bis 2009 Mitglied des Stadtrats von Porto und von 2005 bis 2009 deren Erster Sekretär. Von 2002 bis 2009 gehörte er der Assembleia da República am, dort war er von 2005 an Fraktionsvorsitzender der CDS-PP, nachdem er zunächst Stellvertreter war. Von 2004 bis 2005 war er Staatssekretär für Bildung im Kabinett Santana Lopes. Bei der Europawahl 2009 gelang ihm der Einzug in das Europäische Parlament.